# Club Rocker
«Club Rocker» (укр. «Клубний рокер») — сингл румунської співачки Інни, який вона виконала разом з американським репером Flo Rida, з альбому «I Am the Club Rocker». Випущений 30 травня 2011 лейблом «Roton».

## Список композицій
Digital Download
1. Club Rocker - 3:30
2. Club Rocker (з Flo Rida) - 3:34

## Історія релізу
| Країна  | Дата           | Формат                    | Лейбл         |
| ------- | -------------- | ------------------------- | ------------- |
| Іспанія | 30 травня 2011 | Airplay                   | UMG Spain     |
| Франція | 30 травня 2011 | Digital download          | Roton Romania |
| Румунія | 30 травня 2011 | Airplay, digital download | Roton Romania |